# Maricopaiet

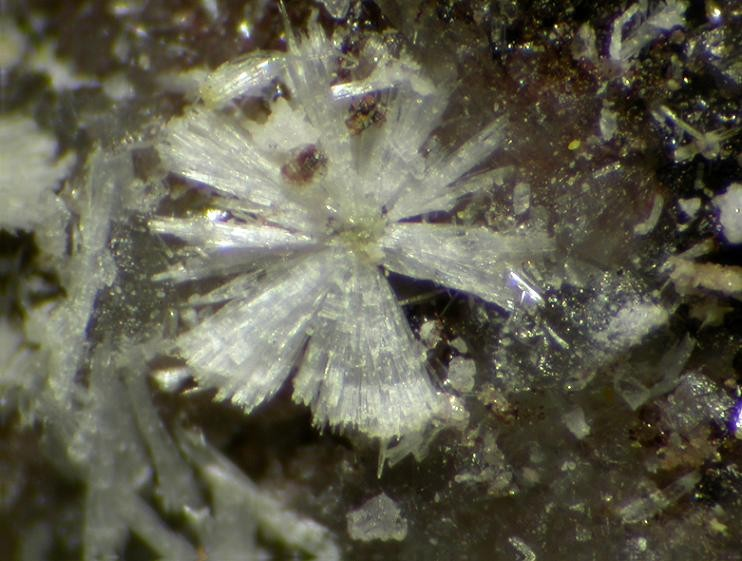
Maricopaiet

Het mineraal maricopaiet is een sterk gehydrateerd lood-calcium-aluminium-silicaat met de chemische formule Pb7Ca2(Si,Al)48O100·32(H2O). Het tectosilicaat behoort tot de zeolieten.

## Eigenschappen
Het witte maricopaiet heeft een glas- tot zijdeglans, een witte streepkleur en een imperfecte splijting volgens het kristalvlak [010]. De gemiddelde dichtheid is 2,94 en de hardheid is 1 tot 1,5. Het kristalstelsel is orthorombisch en het mineraal is niet radioactief.

## Naamgeving
Het mineraal maricopaiet is genoemd naar de plaats waar het voor het eerst beschreven is, Maricopa County in Arizona.

## Voorkomen
Maricopaiet is een zeoliet die gevormd wordt in hydrothermale lood-koper-aders. De typelocatie is de Moon Anchor mijn vlak bij Tonopah in Maricopa County, Arizona, Verenigde Staten.